# Im Angesicht des Verbrechens

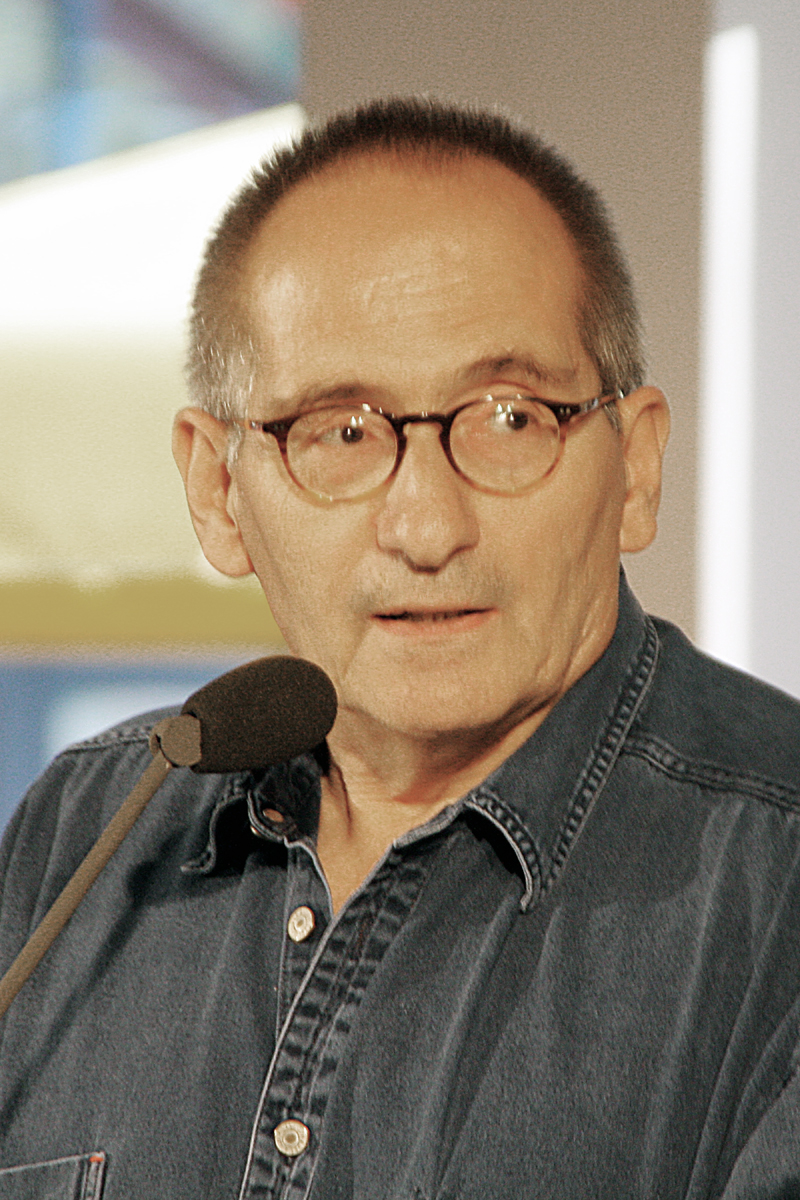
Regisseur Dominik Graf (2010)

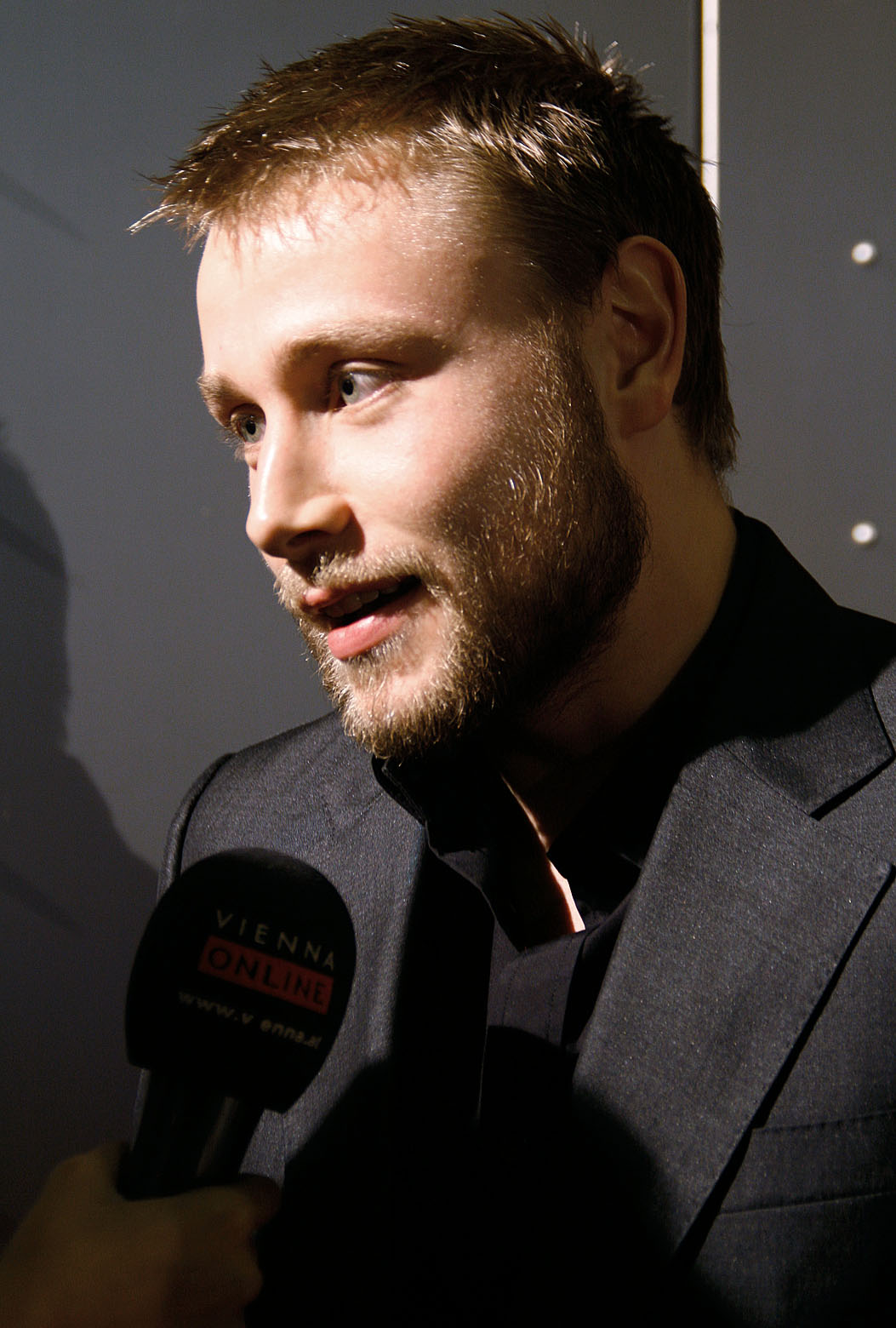
Schauspieler Max Riemelt (2010)

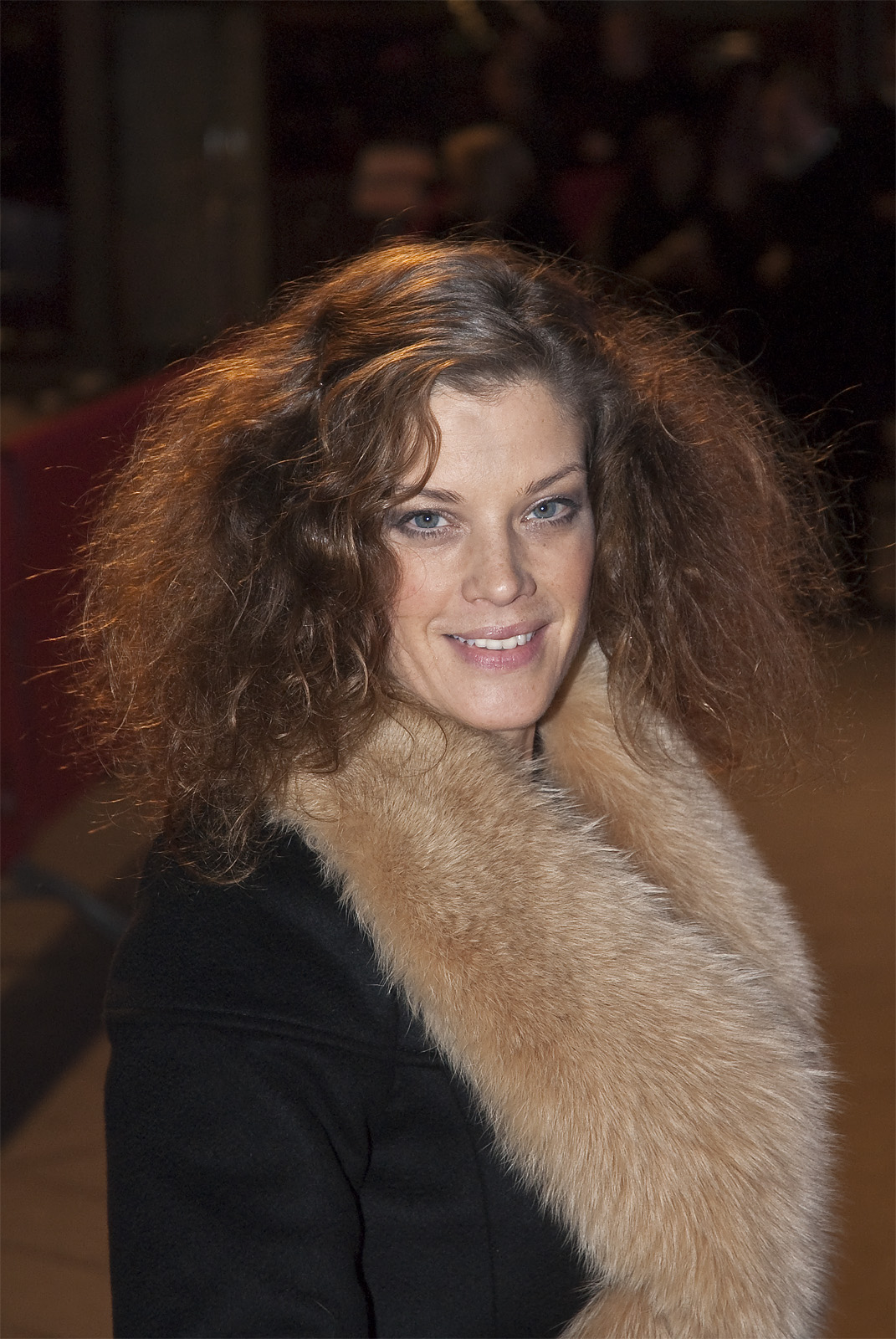
Schauspielerin Marie Bäumer (2009)

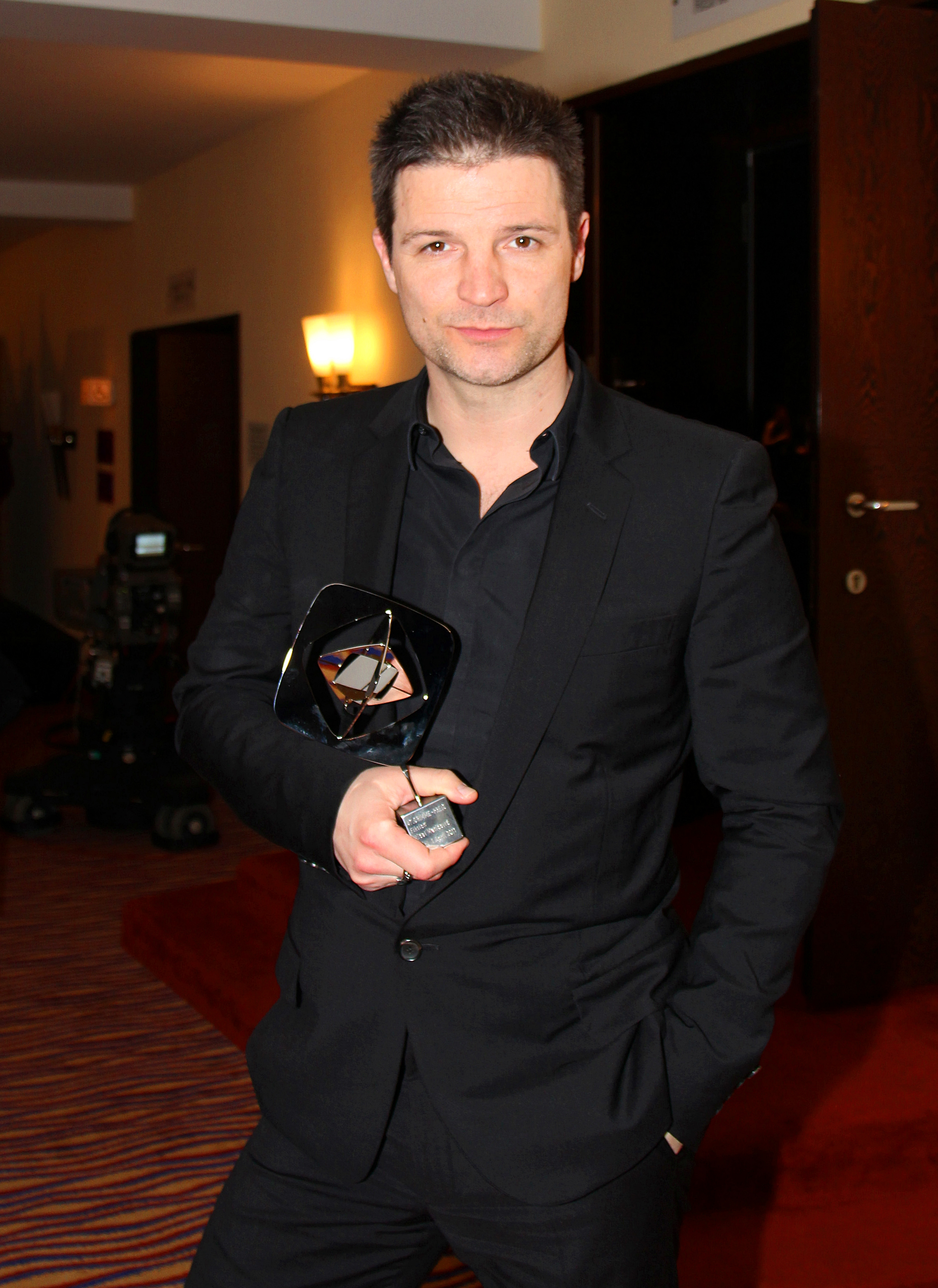
Schauspieler Mišel Matičević (2011)

Im Angesicht des Verbrechens ist eine zehnteilige deutsche Krimiserie von Drehbuchautor Rolf Basedow und Regisseur Dominik Graf aus dem Jahr 2010. Max Riemelt und Ronald Zehrfeld spielen zwei Berliner Polizisten, die im Mafiamilieu ermitteln. Die Serie mit ihrer zum Teil recht drastischen Darstellungsweise erhielt zahlreiche positive Kritiken. Sie wurde auf der Berlinale 2010 und im Fernsehen bei Arte uraufgeführt. Da die Zuschauerzahlen bei der späteren Ausstrahlung im Ersten hinter den Erwartungen zurückblieben, löste die Serie eine Debatte darüber aus, inwieweit anspruchsvolle Qualitätsproduktionen im deutschen Fernsehen noch möglich sind.

## Handlung
Die Geschichte von Im Angesicht des Verbrechens besteht aus mehreren Handlungssträngen, die ineinander verwoben sind und sich zum Finale hin verdichten. Der Berliner Polizist Marek Gorsky, Sohn lettisch-jüdischer Einwanderer, und sein aus Ost-Berlin stammender Kollege Sven Lottner ermitteln im Milieu der Russenmafia. Gorsky kann nicht vergessen, dass sein Bruder vor zehn Jahren ermordet und der Täter nie gefasst wurde. Als Polizist ist Gorsky in seiner Familie schlecht angesehen und gerät in Gewissensnöte, da seine Schwester Stella mit dem Kriminellen Mischa verheiratet ist. Mischa, einer der arrivierten Paten im russischen Milieu der Hauptstadt, hat sich der Konkurrenz von Andrej zu erwehren – einem Aufsteiger, der Mischa und seiner Gruppe zunehmend das Terrain streitig macht.
Die Auseinandersetzungen zwischen den beiden Clans und ihren jeweiligen Brigaden sind ein grundlegendes Handlungselement. Ein weiterer wichtiger Hauptstrang widmet sich den Geschicken von Jelena und Swetlana, zwei ukrainischen Frauen, die nach Berlin gelockt und dort in die Prostitution gezwungen werden. Als Gorsky und Lottner versuchen, den flüchtigen Mafioso Sokolov zu finden, geraten sie nicht nur zwei korrupten Berliner LKA-Beamten in die Quere, sondern kreuzen auch die Wege der beiden Ukrainerinnen. Das sich anbahnende und im Verlauf der Handlung enger werdende Verhältnis zwischen Gorsky und Jelena wird bereits im Vorspann der Serie, einer traumartigen Unterwasser-Sequenz, angedeutet. Roter Faden des immer wieder von Figurenzeichnungen und ausführlichen Milieudarstellungen vertieften Plots ist Gorskys Suche nach dem Mörder seines Bruders. Ebenso die Polizeiarbeit, deren Ziel es ist, die Banden sowie ihre Hintermänner dingfest zu machen. Als Gorsky und Lottner schließlich eine illegale Zigarettenfabrik in der brandenburgischen Provinz ausfindig machen, kommt es am Ende zum Showdown zwischen Polizei und Gangstern.

## Art der Darstellung
Obwohl als Miniserie konzipiert, folgt Im Angesicht des Verbrechens der Dramaturgie konventioneller Spielfilme beziehungsweise klassischer TV-Mehrteiler. Es gibt keine serientypischen Einzelepisoden; die Handlung wird aufgebaut, weiterentwickelt und endet schließlich im Finale. Als ungewöhnlich wurde die epische Form der Inszenierung gewertet – etwa die langen Milieuzeichnungen wie eine über 20-minütige Sequenz mit einer russischen Geburtstagsfeier in Mischas Lokal „Odessa“. Um die unterschiedlichen Milieus – hier das der osteuropäischen Banden, dort das der ermittelnden LKA-Fahnder – möglichst realistisch zu zeichnen, sind viele Dialoge in Russisch oder Jiddisch gehalten und werden mittels Untertitel übersetzt. Die Milieuzeichnungen betreffen auch die Orte, an denen die Serie spielt – das russische Neureichen-Milieu in den Berliner Stadtteilen Charlottenburg (Spitzname seit der russischen Emigrationswelle Anfang der 1920er-Jahre: Charlottengrad 1918 bis 1941 Synonym für Charlottenburg), Westend und Halensee, die kleinbürgerlich geprägten Wohnviertel der Fahnder und schließlich die ukrainische und belarussische Landschaft. Als Reminiszenz an die von Graf favorisierten 1970er-Jahre gelten einige stilistische Eigenheiten: im Splitscreen-Verfahren nebeneinander montierte Szenen, der Verzicht auf modische Farbeffekte und verwackelte Handkamera-Schwenks, eingebaute Rückblicke mit harten, zum Teil irreal wirkenden Kontrasten, rasante Zoomeinstellungen sowie dumpfe, treibende Beats zur musikalischen Untermalung.
Zwei weitere Merkmale, die in vielen Kritiken herausgestellt wurden, sind das ungewöhnlich realistisch gezeichnete Milieu der organisierten Bandenkriminalität sowie die damit verbundene Drastik einzelner Szenen. Die Polizisten etwa reden durchweg berlinerisch eingefärbten Straßenjargon. Die Drastik wird unter anderem auch durch Szenen befördert, die mehr der Stimmungszeichnung dienen als dem Vorantreiben der Handlung. Typisch ist etwa eine Szene in einer Berliner Großraumdisko, in der sich Besucherinnen Wodka verabreichen lassen und anschließend geschüttelt werden – eine Praxis, die die Wirkung des Alkohols verstärken soll. Andere Szenen werfen explizit ein Schlaglicht auf die Welt der russischen Banden, oder auch der Familie, aus der Gorsky und seine Schwester stammen. In der ersten Folge etwa beschreibt Stella ihrem Bruder den Kontroll-Auftritt, den sie als nominelle Besitzerin des „Odessa“ regelmäßig absolviert. Andere Szenen rücken die kleinbürgerlichen Familienvorstellungen der Banditen in den Vordergrund – etwa, als ein Mitglied aus einer der Brigaden den Polizisten das Versprechen gibt auszusagen, wenn diese im Gegenzug ein Treffen mit seiner Freundin arrangieren.

## Dreharbeiten und Produktion
Der Urheber der Idee steht nicht zweifelsfrei fest. Rolf Basedow, der das Drehbuch schrieb, nannte in einem Interview Marc Conrad, den Geschäftsführer der Produktionsfirma Typhoon AG, als Urheber. Bei seinen einjährigen Recherchen zum Hintergrund osteuropäischer Bandenkriminalität konnte Basedow stark auf dem Material aufbauen, das er für eine frühere Graf-Produktion zusammengetragen hatte (Hotte im Paradies) und das seinerseits stark auf den Milieukenntnissen der Charlottenburger Kiezgröße Steffen Jacob beruhte.
Die Serie wurde vom WDR in Auftrag gegeben; als Anstalt zusätzlich mitbeteiligt waren die Sender Bayerischer Rundfunk BR, ARTE, SWR, NDR und ORF. Laut Aussage von Dominik Graf war die Realisierung des Projekts nur aufgrund der engagierten Unterstützung aller beteiligter TV-Redakteure und Sender-Funktionsträger möglich. Nichtsdestotrotz traten während der Produktion massive Probleme auf. So erschien während der Dreharbeiten die Gewerbeaufsicht am Set. Vermuteter Grund: einige Mitarbeiter, die sich über die zu häufigen 18-Stunden-Drehtage beschwert hatten. Die von Marc Conrad geführte Produktionsfirma Typhoon AG musste während der Postproduktion schließlich in Insolvenz gehen. Am Ende erfolgte die Fertigstellung mit Mitteln der ARD-Sender. Die Ursachen dieser Entwicklung liegen nach Sichtweise der Beteiligten in den unterschiedlichen Interessen. Während Regisseur Graf sich aus Qualitätsgründen weigerte, auf vereinbarte Drehbuchszenen zu verzichten, betonte die Produktionsfirma die Sach- und Finanzzwänge, denen sie unterliege – dass ohne Überstunden etwa aufwändige Projekte generell nicht zu realisieren seien. Nach der Premiere wurden die Produktions-Turbulenzen der Serie auch seitens der Presse problematisiert. In Anspielung auf den an der Kasse gefloppten Monumentalwestern Heaven's Gate von Michael Cimino bezeichnete Spiegel Online die Serie als das „Heaven’s Gate des öffentlich-rechtlichen Rundfunks“.
In Zahlen beinhaltete Im Angesicht des Verbrechens nach Fertigstellung 10 Folgen, rund 500 Minuten Gesamtlänge, fast zwei Jahre Produktionszeit, rund 150 Sprechrollen, rund 30 Charakterrollen sowie ein multiethnisches Figuren- und Schauspielerensemble. Die Kosten beliefen sich auf rund 10 Millionen Euro. Die Hauptrollen wurden zum Teil mit bekannten Darstellern besetzt; Max Riemelt als Polizist Marek Gorsky, Ronald Zehrfeld als Gorskys Kollege Sven Lottner, Marie Bäumer als Gorskys Schwester und Mischas Frau sowie Mišel Matičević als Clanpate Mischa. Hinzu kamen weniger bekannte, teilweise aus osteuropäischen Ländern stammende Schauspieler wie Alina Levshin, Katja Nesytowa, Georgii Povolotskyi, Marko Mandić und Vladimir Burlakov. Dialogcoach für russische Sprache war Olga Volha Aliseichyk; beteiligte Redakteure waren Wolf Brücker und Stephanie Heckner, Producerin von Seiten der Produktionsfirma Kathrin Bullemer. Kameramann war Michael Wiesweg; die Filmmusik stammte von Florian von Volxem und Sven Rossenbach, mit denen Graf bereits bei Hotte im Paradies zusammengearbeitet hatte. Die Dokumentation der Dreharbeiten, die ARTE am 11. Mai 2010 erstmals ausstrahlte, wurde von dem Regisseur und ehemaligen Studenten Dominik Grafs Johannes F. Sievert gedreht.

## Aufführungen
Die Serie wurde erstmals im Rahmen der Berlinale 2010 aufgeführt. Die Erstaufführung erfolgte im Berliner Delphi-Kino anlässlich einer Sondervorführung im Rahmen des Internationalen Forums des jungen Films in zwei Blöcken à vier Stunden. Die Erstausstrahlung auf ARTE lief im April und Mai 2010. Im Oktober und November 2010 sendete das Erste die zehn Folgen der Serie. Nachdem die Einschaltquoten der ersten fünf Folgen dabei mit durchschnittlich 2,11 Mio. Zuschauern und einem Marktanteil von 8,1 Prozent enttäuscht hatten, änderte die ARD den Sendeplan und platzierte die letzte Folge nicht einzeln, sondern im Anschluss an die Folgen acht und neun. Die Vorgehensweise wurde von einigen Medien stark kritisiert. Die Süddeutsche Zeitung etwa schrieb: „Beim Blick auf die Reflexe, die das gebührenfinanzierte deutsche Fernsehen zeigt, offenbart sich immer wieder Einfallsarmut. Frage: Was machen beispielsweise ARD-Manager, wenn eine sehr gute, besondere, eine selten kompromisslose Serie nicht so viele Zuschauer bindet? Antwort: Sie wechseln entweder den Sendeplatz oder sorgen dafür, dass das Ende schneller als geplant kommt.“ ARD-Programmdirektor Volker Herres hingegen verteidigte die Entscheidung und bezeichnete die Serie als herausragend – auch wenn sie nicht die Quote gebracht habe, die man sich gewünscht hätte.
Ergänzend zu dem bei ARTE ausgestrahlten circa halbstündigen Making-of-Dokumentarfilm erschien im Alexander Verlag ein knapp 400 Seiten starkes Werkstattbuch, welches ebenfalls von Johannes F. Sievert herausgegeben wurde und das neben zahlreichen Interviews und sonstigen Texten auch Bilder vom Dreh enthält. Ungefähr gleichzeitig erschien im November 2010 die DVD zur Serie, die als Bonusmaterial das Making-of enthält. Zu einer möglichen Fortsetzung der Geschichte gab es nach Beendung der Ausstrahlung lediglich vage Aussagen. ARD-Programmdirektor Herres hielt eine solche zwar grundsätzlich nicht für ausgeschlossen. Allerdings meinte er, dass es dafür Bedingungen gebe; als sendeplatzrelevante Probleme führte er unter anderem die unterschiedlichen FSK-Freigaben der ersten Staffel auf. Positiv im Hinblick auf eine Fortsetzung von Im Angesicht des Verbrechens äußerten sich auch Drehbuchautor Rolf Basedow sowie Regisseur Dominik Graf.

## Kritik
Bereits während der Premiere auf der Berlinale im Februar 2010 erfuhr die Miniserie eine sehr gute Presseresonanz. Die F.A.Z. hob die ungewöhnlichen Dimensionen der Produktion hervor und lobte neben der Story das stimmige Spiel der beteiligten Schauspieler. In den Sendemonaten April (Ausstrahlung ARTE) und Oktober 2010 (Ausstrahlung ARD) verdichtete sich die Berichterstattung. Fast alle großen Zeitungen und Wochenmagazine thematisierten Im Angesicht des Verbrechens auf die ein oder andere Weise. Der Online-Informationsdienst Perlentaucher resümierte in einer Zusammenfassung, dass selten so viel über eine deutsche Serie geschrieben worden sei. Viele der Kritiken zogen Vergleiche mit anderen Serien. Neben den US-Serien The Wire und Die Sopranos wurde als gleichwertige Referenz immer wieder die preisgekrönte ZDF-Serie KDD – Kriminaldauerdienst erwähnt. Einige Rezensenten verglichen Im Angesicht des Verbrechens gar mit Francis Ford Coppolas Filmepos Der Pate.
Positiv, zum Teil herausragend gewertet wurde Im Angesicht des Verbrechens unter anderem in der F.A.Z., der Welt, dem Spiegel, der Süddeutschen Zeitung, dem Tagesspiegel, der tageszeitung, der Frankfurter Rundschau, der Zeit, dem Freitag, der Jungle World sowie dem Online-Magazin Telepolis. Die F.A.Z. nannte die Serie „spannendes Kino, gedreht fürs Fernsehen“, einen „Glücksfall fürs Publikum“ und ein „Bravourstück“. Die Zeit sprach von einem „Meilenstein der deutschen TV-Geschichte“. Die tageszeitung konstatierte in einer Beitragsüberschrift „Momente traumhafter Intensität“. Der Stern schrieb: „Graf und sein langjähriger kongenialer Autor Rolf Basedow haben zahlreiche Erzählstränge, Schicksalsfäden und Episodenschlaufen zu einem schillernden Gewebe geflochten, zugezogen und eine Dichte abgeliefert, die es so bisher kaum zu sehen gab. Jeder Charakter – von der kleinen Mafiabraut mit Shoppingfimmel, über zwei tumbe Polizisten, die sich bei einer Hausdurchsuchung aus Angst vor einem Kampfhund auf dem Balkon aussperren, bis zum feisten Geschäftsmann, der sich an nackten Frauen beim Tontaubenschießen erfreut – treibt die Geschichte voran, ist perfekt besetzt und dabei so fein ausgearbeitet, dass es schon wieder spielerisch wirkt.“ Die Welt resümierte anlässlich der Erstausstrahlung lapidar: „Noch nie war die Russenmafia so cool wie bei ARTE“.
Daneben kritisierten einige Medien Details; einige wenige werteten die Serie gar als misslungen. Die Wochenzeitung Der Freitag sowie die Frankfurter Rundschau bemängelten Teilaspekte wie etwa die Glaubwürdigkeit der Dialoge oder handlungstechnische Unstimmigkeiten innerhalb der Story. FR-Autorin Kira Frenk fand die Dialoge recht klischeehaft und thematisierte sie in einer ironischen Glosse. Zitat: „In Dominik Grafs Russenmafia-Krimi ‚Im Angesicht des Verbrechens‘ gibt es viele schöne Bilder und Sex zu dritt unterm Fallschirm. Doch bei aller Ästhetik – für Höhepunkte sorgen vor allem die Dialoge.“
Flankiert wurde die Presseresonanz durch zahlreiche Interviews und Hintergrundberichte. Interviews mit Dominik Graf publizierten unter anderem die Zeit, Spiegel Online, der Deutschlandfunk sowie epd medien. Interviews mit anderen Beteiligten wie dem Drehbuchschreiber Rolf Basedow oder der Projektmanagerin Kathrin Bullemer erschienen bei stern.de, in der tageszeitung, dem Tagesspiegel sowie dem Musikmagazin Spex. Für weiteres Medienecho sorgten die von der ARD vorgenommenen Umverlegungen einzelner Ausstrahlungstermine sowie das im November 2010 erschienene Making-of-Buch von Johannes F. Sievert.

## Auszeichnungen
- 2010: Deutscher Fernsehpreis als Bester Mehrteiler
- 2010: Deutscher Fernsehpreis in der Kategorie Besondere Leistung Fiktion an das Schauspielerensemble von Im Angesicht des Verbrechens: Marie Bäumer, Vladimir Burlakov, Alina Levshin, Marko Mandić, Mišel Matičević, Katharina Nesytowa, Max Riemelt und Ronald Zehrfeld
- 2011: Grimme-Preis im Wettbewerb Fiktion an Rolf Basedow (Buch), Dominik Graf (Regie), Michael Wiesweg (Kamera), Claudia Wolscht (Schnitt), Max Riemelt, Ronald Zehrfeld, Mišel Matičević, Marie Bäumer (Darstellung) und Wolf-Dietrich Brücker (stellvertretend für die Redaktionen)[27]  [28]
- 2011: Nominierung für die Goldene Kamera in der Kategorie Bester deutscher Schauspieler: Max Riemelt
- 2011: Bayerischer Fernsehpreis an Dominik Graf für die Regie bei Im Angesicht des Verbrechens

## Liste der Folgen
Die Folgen haben eine Dauer von ca. 50 Minuten.
1. Berlin ist das Paradies
2. Wo wir sind, ist vorn
3. Der Überfall
4. Der Verrat
5. Nur ehrliche Liebe ist gute Liebe
6. Rosen fallen vom Himmel
7. Wer Angst hat, verliert
8. Was kostet Berlin
9. Du bekommst, was Dir zusteht
10. Alles hat seine Zeit